# Орловское сельское поселение (Рязанская область)
Орло́вское се́льское поселе́ние — муниципальное образование в Пронском районе Рязанской области Российской Федерации.
Административный центр — посёлок Орловский.

## Герб
Герб Орловского сельского поселения утверждён 19 марта 2013 года и 16 апреля 2013 года внесён в Государственный геральдический регистр Российской Федерации с присвоением регистрационного номера 8311.
Описание герба гласит: «В зелёном поле вверху — золотой орёл, держащий лапами две дубовые ветви того же металла, выходящие в оконечности из углов и положенных верхними концами накрест; в оконечности всё сопровождено золотым же кувшином (без рукояти), полным серебряного молока. В золотой левой вольной части со скруглённым внутренним углом — старинная зелёная княжеская шапка, отороченная чёрным собольим мехом, над которым — золотое украшение („городок“) с жемчужиной».

## История
Статус и границы сельского поселения установлены Законом Рязанской области от 7 октября 2004 года № 89-ОЗ «О наделении муниципального образования Пронский район статусом муниципального района, об установлении его границ и границ муниципальных образований, входящих в его состав»

## Население
| 2010 | 2012 | 2013 | 2014 | 2015 | 2016 | 2017 |
| ---- | ---- | ---- | ---- | ---- | ---- | ---- |
| 751  | ↗771 | ↗787 | ↗817 | ↗822 | ↘812 | ↘805 |
| 2018 | 2019 | 2020 | 2021 |      |      |      |
| ↘773 | ↘744 | ↘728 | ↗916 |      |      |      |

## Состав сельского поселения
| №  | Населённый пункт | Тип населённого пункта          | Население |
| -- | ---------------- | ------------------------------- | --------- |
| 1  | Антипино         | деревня                         | 0         |
| 2  | Березово         | село                            | ↘242      |
| 3  | Гремучий         | посёлок                         | 2         |
| 4  | Давыдово         | деревня                         | 0         |
| 5  | Дурышкино        | деревня                         | 0         |
| 6  | Кареево          | деревня                         | ↘33       |
| 7  | Молодки          | деревня                         | 6         |
| 8  | Орловский        | посёлок, административный центр | 402       |
| 9  | Пахомово         | село                            | ↘11       |
| 10 | Плоское          | деревня                         | 0         |
| 11 | Руднево          | село                            | ↘41       |
| 12 | Яблонево         | село                            | ↘14       |